# Гримани (семья)
Гримани (итал. Grimani) — владетельный венецианский род, Наиболее активными представители семьи Гримани были в области торговли и политики. Из семьи Гримани вышло три дожа Венеции.

## Краткая история рода
Летописцы расходятся во мнениях относительно происхождения рода. Однако, согласно ряду мнений современных ученых, первый задокументированный представитель семьи Гримани, Сервадио, возвратился в Венецию в начале X века, где жили его предки ломбардского происхождения. В 940 году в Большой Совет был принят его сын Феодосий.
Джироламо Гримани построил в XVI веке дворец на улице Гримани по проекту Санмикели; позже его сын дож Марино короновал в этом дворце свою супругу Морозину Морозини.

## Гримани и театры
Гримани были широко известными ценителями и покровителями искусства, и театра — в частности. Гримани владели четырьмя театрами, наиболее известными из которых являются Сан-Бенедетто и «Ла Фениче». Представители рода Гримани были дружны с известным писателем Карло Гольдони, многие из его пьес ставились в принадлежащих им театрах.

## Бревиарий Гримани

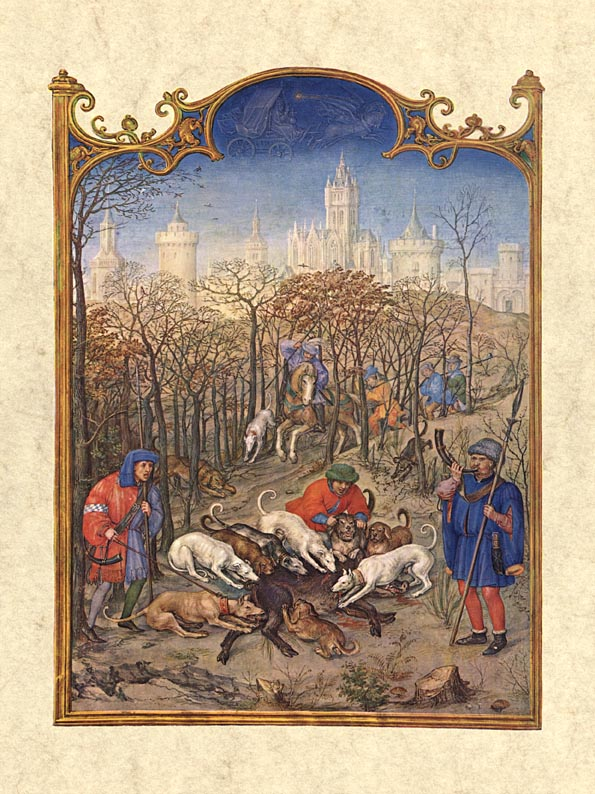
Миниатюра из Бревиарий Гримани, изображающая месяц декабрь. Написана художником Герардом Хоренботом совместно с Бенинг, Александр и Симоном Бенингами

Бревиарий семьи Гримани, долгое время хранившийся в библиотеке собора Святого Марка и библиотеке Марчиана в Венеции, является ключевым произведением в поздней истории фламандских иллюминированных рукописей. Он был изготовлен в Генте и Брюгге около 1515—1520 годов и к 1520 году принадлежал кардиналу Доменико Гримани, хотя, возможно, первоначально и не был сделан по заказу. Несколько ведущих художников той эпохи, в том числе Симон Бенинг, Герард Давид и Герард Хоренбот (которого также отождествляют с мастером Якова IV Шотландского), внесли в него некоторые из своих лучших работ. В 2013 году точная копия бревиария была передана властями региона Венето в дар фондам Российской государственной библиотеки.